# سی‌مانکی
سی‌مانکی (به انگلیسی: Seamonkey) مجموعه نرم‌افزار اینترنتی چندپلتفرمی آزاد و متن‌باز است.
این مجموعه نرم‌افزاری جایگزین مجموعه نرم‌افزار اینترنتی موزیلا می‌باشد که برای سیستم‌عامل‌های لینوکس، مک اواس ده و نیز ویندوز در دسترس است.

## تاریخچه
با پایان توسعهٔ مجموعه نرم‌افزار اینترنتی موزیلا توسط بنیاد موزیلا و تمرکز این بنیاد بر دو برنامهٔ مجزای فایرفاکس و تاندربرد پاسخگویی به نیاز برای یک مجموعه نرم‌افزار اینترنتی توسط بنیاد به انجمن سی‌مانکی سپرده شد. بدین ترتیب شورای شامل فلیپت چیی, کارستن دووسترلوه, ینس هاتلاک، ربرت کایزر, یان نیل, نیل راش‌بروک, اندرو شولتز و جاستین وود تشکیل شد و در ۱۵ سپتامبر ۲۰۰۵ ویرایش ۱٫۰ الفا را عرضه نمود.

## نام
هرچند نام سی‌مانکی پیش از این در قالب اسم رمز (به انگلیسی: code name) و با نگارشی از حروف کوچک برای برنامه منتشر نشدهٔ (به انگلیسی: Netscape Communicator 5) و نیز مجموعه نرم‌افزار اینترنتی موزیلا توسط موزیلا استفاده شده بود اما جایگزین نام نه چندان مناسب (به انگلیسی: ButtMonkey) گشت.
این مرورگر در ذیل توزیع لینوکس دبیان با نام (به انگلیسی: ICEAPE) عرضه می‌گردد.

## ساختار
مجموعه نرم‌افزار اینترنتی سی‌مانکی شامل ۴ مجموعه‌است.

### هدایتگر سی‌مانکی
هدایتگر سی‌مانکی (به انگلیسی: SeaMonkey Navigator)، مرورگر این مجموعه نرم‌افزاری است که برامدی از مرورگر نت‌اسکیپ می‌باشد.

### گیرنده نامه الکترونیکی و خبرخوان
برنامهٔ گیرنده نامه الکترونیکی و خبرخوان سی‌مانکی در تعامل با بقیه برنامه‌های این مجموعه نرم‌افزار اینترنت بهره‌مند از قابلیت‌های همچون: پشتیبانی از چندین حساب کاربری، ردیابی پست‌های هرزه، پالایش پست‌های الکترونیکی، نشانه‌گذاری خودکار پست‌ها، پست به صورت HTML، لغتنامه و تصحیح کنندهٔ نگارشی، دفترچهٔ آدرس و تلفن و نیز تنظیمات پیچیده و حرفه‌ای است.

### تدوین‌گر سی‌مانکی
برنامه تدوین‌گر سی‌مانکی (به انگلیسی: SeaMonkey Composer) تدوین‌گر HTML است که برای توسعه‌دهندگان در نظر گرفته شده‌است.

### کلاینت گپ IRC
کلاینت گپ‌اینترنتی چتزیلا یکی از برنامه‌های تشکیل دهندهٔ مجموعه نرم‌افزار اینترنتی است که برای استفاده از کانال‌های اینترنتی در نظر گرفته شده و به صورت پیشفرض کانال موزیلا را با خود دارد.